# يان ستيفنسون (مؤرخ)
يان ستيفنسون (بالإنجليزية: Ian Stephenson)‏ هو مؤرخ أسترالي، ولد في 1955.